# Europäisches Theologisches Seminar
Das Europäische Theologische Seminar (ETS) ist das Theologische Seminar der Gemeinde Gottes Deutschland. 

## Geschichte
Die Geschichte des Europäischen Theologischen Seminars geht zurück bis zum Jahr 1949. Für zwei Jahre wurden damals in Schorndorf Bibelkurse zur Vorbereitung für den geistlichen Dienst angeboten. Auf Anregung der Weltmissionsleitung der Gemeinde Gottes wurde 1958 in Rudersberg eine Bibelschule eröffnet. Diese zog 1962 nach Heilbronn, wurde 1964 zu einer internationalen Ausbildungsstätte, zog wiederum um in die Schweiz und nahm die Bezeichnung Internationales Bibelseminar (IBS) an. Als Europäisches Bibelseminar (EBS) kehrte die Ausbildungsstätte 1973 zurück nach Rudersberg. Seit 1982 wurden Zweigschulen wie die Extension Schools of Christian Ministry (ESCM) unterhalten. 1999 begann die Schule, mit dem Theologischen Seminar der Church of God (Cleveland) Magisterkurse anzubieten. 2002 wurde die Schule nochmals umbenannt in Europäisches Theologisches Seminar und zog nach Kniebis (Freudenstadt) um.

## Unterricht und Studienabschlüsse
Unterrichtssprachen sind Deutsch und Englisch. Die Masterabschlüsse am ETS werden durch die Lee University in Cleveland (Tennessee) verliehen, die sich zum Ziel setzt, die Aussagen der Bibel und wissenschaftliche Erkenntnisse zu verknüpfen.

## Weblink
- Internetpräsenz des Europäischen Theologischen Seminars